# Dionysius Hayom Rumbaka
Dionysius Hayom Rumbaka (* 22. Oktober 1988 in Kulon Progo, Indonesien) ist ein indonesischer Badmintonnationalspieler.

## Karriere
Dionysius Hayom Rumbaka gewann 2009 die Herreneinzelkonkurrenz sowohl bei den Australian Open als auch bei den Romanian International. Beim India Open Grand Prix 2009 wurde er Zweiter. Mit der indonesischen Männernationalmannschaft wurde er beim Thomas Cup 2010 Vizeweltmeister.

## Sportliche Erfolge
| Saison | Veranstaltung           | Disziplin    | Platz | Name                    |
| ------ | ----------------------- | ------------ | ----- | ----------------------- |
| 2009   | Romanian International  | Herreneinzel | 1     | Dionysius Hayom Rumbaka |
| 2009   | Australian Open         | Herreneinzel | 1     | Dionysius Hayom Rumbaka |
| 2009   | Indonesia International | Herreneinzel | 1     | Dionysius Hayom Rumbaka |
| 2009   | Indian Grand Prix Gold  | Herreneinzel | 2     | Dionysius Hayom Rumbaka |
| 2010   | Thomas Cup              | Herrenteam   | 2     | Indonesien              |
| 2014   | Vietnam Open            | Herreneinzel | 1     | Dionysius Hayom Rumbaka |